# Възраст за сексуално съгласие в Европа
Възрастта за сексуално съгласие варира в Европа. Възрастите за съгласие понастоящем са между 13 и 18 години. Повечето от държавите определят границите между 14 и 16; само шест държави (Испания, Ирландия, Кипър, Малта, Турция и Ватикана) не влизат в тази категория. Законът може също така да посочи конкретните действия, които са разрешени. През 2014 година самообявилата се Севернокипърска турска република премахна забраната за содомия, декриминализирайки хомосексуалния секс.
Всички юрисдикции в Европа имат равна и от двата пола възрастова граница.

## Съгласие по възраст
| Възраст | Страни |
| ------- | --- |
| 14      | Албания, Австрия, България, Босна и Херцеговина, Естония, Германия, Унгария, Италия, Лихтенщайн, Северна Македония, Черна гора, Португалия, Сан Марино, Сърбия                                                                   |
| 15      | Хърватия, Чехия, Дания, Франция, Гърция, Исландия, Монако, Полша, Румъния, Словакия, Словения, Швеция |
| 16      | Андора, Армения, Азербайджан, Беларус, Белгия, Финландия, Грузия, Казакстан, Латвия, Литва, Люксембург, Молдова, Нидерландия, Севернокипърска турска република, Норвегия, Русия, Швейцария, Украйна, Обединено кралство, Испания |
| 17      | Кипър, Ирландия |
| 18      | Малта, Турция, Ватикана |

|  | Тази страница частично или изцяло представлява превод на страницата Ages of consent in Europe в Уикипедия на английски. Оригиналният текст, както и този превод, са защитени от Лиценза „Криейтив Комънс – Признание – Споделяне на споделеното“, а за съдържание, създадено преди юни 2009 година – от Лиценза за свободна документация на ГНУ. Прегледайте историята на редакциите на оригиналната страница, както и на преводната страница, за да видите списъка на съавторите. ВАЖНО: Този шаблон се отнася единствено до авторските права върху съдържанието на статията. Добавянето му не отменя изискването да се посочват конкретни източници на твърденията, които да бъдат благонадеждни. |